# Арест (уголовное наказание)

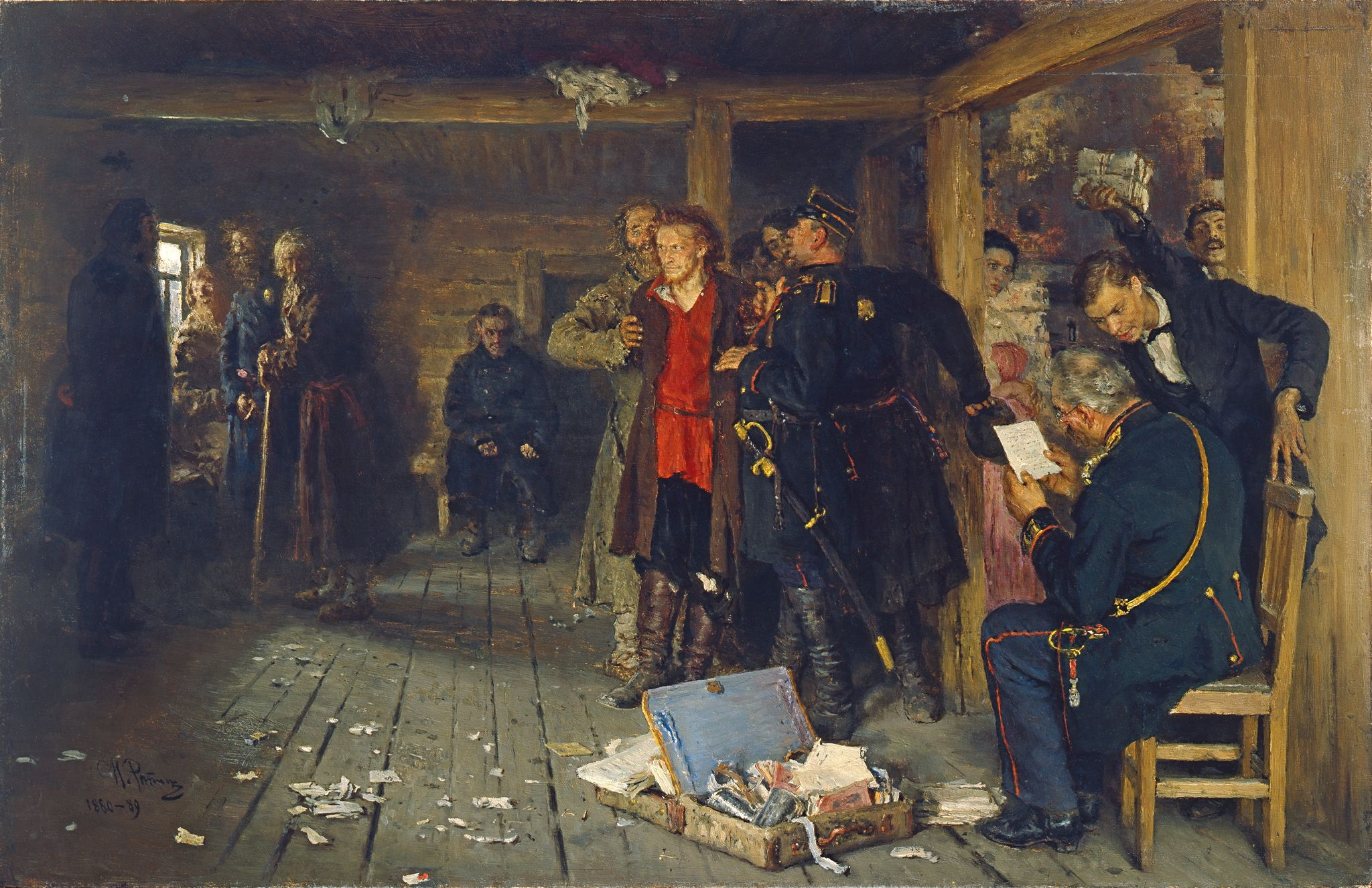
«Арест пропагандиста», картина И. Репина

Арест — вид уголовного наказания, заключающегося в содержании лица, совершившего преступление и осуждённого по приговору суда, в условиях строгой изоляции от общества.

## Арест в уголовном праве России

### Арест в истории уголовного права
Арест был предусмотрен Уложением о наказаниях уголовных и исправительных 1845 года и считался низшей ступенью лишения свободы, применяемой в качестве наказания за преступления незначительной тяжести. Арест как род наказания подразделялся на четыре степени в зависимости от меры вины: от трёх недель до трех месяцев, от семи дней до трех недель, от трех до семи дней, от одного до трех дней.
Арестованные осуждённые содержались в арестных домах; при этом за ними сохранялись основные гражданские права. Предусматривалось, что арест на срок до 7 дней мог отбываться по месту жительства. Осуждённые офицеры отбывали наказание на гауптвахте.
В арестных домах помимо осуждённых, хотя и отдельно от них, содержались также подследственные. Предусматривалось разделение осуждённых по полу, возрасту и сословной принадлежности. Разрешались отлучки на срок до 3 дней в случае тяжелой болезни близких родственников. Одежда арестантам не выдавалась, осуждённые на срок более 7 дней привлекались к принудительному труду.
Арест назначался за малозначительные преступления, такие как недонесение о богохульстве, самоуправство и т. д.; всего он предусматривался в 304 статьях из 2043. Если арест было невозможно исполнить, он заменялся розгами.
Согласно Уголовному уложению 1903 года арест мог быть назначен на срок от одного дня до шести месяцев, а в некоторых особо оговоренных случаях — на срок до одного года. Отбывалось это наказание в арестных домах.
Термин «арест» употреблялся в законодательных актах первых лет советской власти, однако в науке нет единого мнения о том, обозначался ли им самостоятельный вид наказания; арест мог рассматриваться как вид лишения свободы.
В советских уголовных кодексах арест как особый вид наказания не выделялся. При обсуждении проекта УК РСФСР 1922 года было отмечено, что кратковременный арест, как мера исправительного воздействия, должен связываться с помещением осуждённых в одиночные камеры, что было нереализуемо на практике. Вновь арест появляется в российском уголовном праве только с принятием УК РФ 1996 года.

### Общие положения об аресте в действующем законодательстве
В уголовном праве России рассматривается как назначаемый в качестве одного из основных видов наказания (на срок от месяца до шести). Если происходит замена обязательных или исправительных работ арестом, то он может быть назначен на срок до одного месяца.
Наказанию в виде ареста не могут подвергаться: лица, которым ко времени совершения преступления не исполнилось восемнадцати лет (несовершеннолетние), беременные женщины и женщины, имеющие детей в возрасте до 14 лет.
Осуждённые к аресту должны отбывать наказание в арестных домах по месту осуждения. Военнослужащие отбывают арест на гауптвахте.
Ввиду некоторых различий в правоограничениях, касающихся гражданских лиц и военнослужащих, некоторые авторы выделяют две разновидности ареста: гражданский и воинский.
Арест, по замыслу законодателя, должен был применяться в качестве наказания за преступления небольшой и средней тяжести, альтернативное лишению свободы. Нормы об аресте должны были быть введены в действие федеральным законом по мере создания арестных домов, но не позднее 2006 года, однако, по состоянию на 2012 год, арестные дома так и не были созданы, а нормы об аресте не применяются вплоть по настоящее время.
Отмечается, что арест связан с кратковременным, но весьма серьёзным («шоковым») по своему содержанию воздействием на осуждённого. Факт пребывания в арестном доме призван оказать мощное исправительное воздействие на лицо, которое ранее не отбывало наказание в виде лишения свободы. С другой стороны, в уголовно-правовой теории сложилось критическое отношение к аресту, связанное с тем, что накладываемые на осуждённых к этому виду наказания ограничения не соответствуют тяжести деяний, за которые планируется применять данный вид наказания.

### Исполнение наказания
Осуждённые к аресту содержатся в условиях строгой изоляции. Отдельно содержатся мужчины, женщины, а также осуждённые, ранее отбывавшие наказание в исправительных учреждениях и имеющие судимость.
Условия содержания осуждённых соответствуют условиям, характерным для лишения свободы, отбываемого в тюрьме на общем режиме содержания. Осуждённые содержатся в запираемых общих камерах либо при необходимости в одиночных камерах.
Осуждённым не предоставляются свидания, за исключением свиданий с адвокатами и иными лицами, имеющими право на оказание юридической помощи; не разрешается получение посылок, передач и бандеролей, за исключением содержащих предметы первой необходимости и одежду по сезону. При исключительных личных обстоятельствах осуждённым к аресту может быть разрешен телефонный разговор с близкими. Общее образование, профессиональное образование и профессиональная подготовка осуждённых не осуществляются; передвижение без конвоя не разрешается. Осуждённые имеют право ежемесячно приобретать продукты питания и предметы первой необходимости на сумму четыреста рублей.
Осуждённые пользуются правом ежедневной прогулки продолжительностью не менее одного часа.
Осуждённые не привлекаются к труду, за исключением работ по хозяйственному обслуживанию арестного дома, которые производятся без оплаты и имеют продолжительность не более четырёх часов в неделю.
За хорошее поведение к осуждённым к аресту могут применяться меры поощрения в виде благодарности, досрочного снятия ранее наложенного взыскания или разрешения на телефонный разговор. За нарушение установленного порядка отбывания наказания к осуждённым могут применяться меры взыскания в виде выговора или водворения в штрафной изолятор на срок до 10 суток.

### Особенности отбывания наказания военнослужащими
Военнослужащие, осуждённые к аресту, отбывают наказание на гауптвахтах для осуждённых военнослужащих или в соответствующих отделениях гарнизонных гауптвахт.
Осуществляется раздельное содержание: офицеров — от иных категорий военнослужащих; прапорщиков, мичманов, сержантов и старшин — от военнослужащих рядового состава, проходящих службу по призыву — от контрактников, осуждённых — от арестованных по иным основаниям.
Время отбывания ареста в общий срок военной службы и выслугу лет для присвоения очередного воинского звания не засчитывается. Во время отбывания ареста осуждённый военнослужащий не может быть представлен к присвоению очередного воинского звания, назначен на вышестоящую должность, переведён на новое место службы и уволен с военной службы, за исключением случаев признания его негодным к военной службе по состоянию здоровья. Осуждённым военнослужащим за время отбывания ареста денежное содержание выплачивается в размере оклада по воинскому званию.
Положения об отбывании наказания на гауптвахте содержатся также в приложении № 14 «О гауптвахте» Устава гарнизонной и караульной службы Вооружённых Сил Российской Федерации.